# Maman Abdurrahman
Maman Abdurrahman (sinh ngày 12 tháng 5 năm 1982 ở Jakarta, Indonesia) là một cầu thủ bóng đá người Indonesia. Anh chơi cho Persija Jakarta ở Liga 1 ở vị trí hậu vệ. Anh thi đấu cho Đội tuyển bóng đá quốc gia Indonesia. Anh có chiều cao 174 cm.

## Sự nghiệp

### Sự nghiệp trẻ
Anh có màn ra mắt tại PS PAM Jaya mùa giải 1996-1998. Sau đó anh thi đấu cho Persijatim mùa giải 1998-2000.

### Sự nghiệp thi đấu
Anh bắt đầu sự nghiệp thi đấu năm 2001 at Persijatim Solo FC, thi đấu trong 3 mùa giải (2001-2004) ra sân 13 lần và ghi 3 bàn.
Năm 2005, anh ký hợp đồng với PSIS Semarang, thi đấu cũng trong 3 mùa giải (2005-2008), ghi 1 bàn sau 34 lần ra sân.
Năm 2008, anh đầu quân cho Persib Bandung và trở thành thành viên đội một.
Năm 2013, anh ký hợp đồng với Sriwijaya FC trong thời gian ngắn. Và năm 2014, anh đến Persita Tangerang tham dự Indonesian Premier League.
Cuối cùng năm 2016, anh đến Persija Jakarta để tham gia cúp quốc gia không chính thức.

### Sự nghiệp đội tuyển quốc gia
- 2003: Pre Olympic
- 2004: Asian Cup, Pre World Cup
- 2005: SEA Games XXIII Philippines
- 2006: Merdeka Games, BV International Cup
- 2007: AFF Championship, Asian Cup

### Sự nghiệp quốc tế
Abdurrahman có màn ra mắt quốc tế cho đội tuyển quốc gia tại Merdeka Games 2006 trước Malaysia ngày 23 tháng 8 năm 2006; Indonesia hòa 1-1. Tại Asian Cup 2007 anh ra sân 3 lần; Indonesia thắng 2-1 trước Bahrain, thua 1-2 trước Ả Rập Xê Út và thua 0-1 trước Hàn Quốc trong trận đấu cuối tại Bảng D. Anh là đội trưởng của Indonesia trong trận đấu với Thái Lan tại AFF Suzuki Cup 2010.

## Danh hiệu

### Câu lạc bộ
Persija Jakarta
- Indonesia President's Cup: 2018

### Danh hiệu cá nhân
- Liga Indonesia Best player (1): 2006